# 김경욱 (소설가)
김경욱(金勁旭, 1971년 ~ )은 대한민국의 소설가이다. 현재 한국예술종합학교 서사창작과 교수이다.

## 약력
1971년 광주에서 태어나 서울대학교 영문과를 졸업하고 같은 대학교 국문과 박사 과정을 수료하였다. 1993년 「작가세계」 신인상에 중편소설 「아웃사이더」가 당선되어 문단에 나왔다.
2013년 현재 한국예술종합학교 협동과정 서사창작과 학과장으로 재직중이다.

## 수상 경력
- 1993년 「작가세계」신인상 - 「아웃사이더」
- 2004년 한국일보문학상 - 단편소설 「장국영이 죽었다고?」
- 2008년 현대문학상 - 「99%」
- 2009년 동인문학상 - 《위험한 독서》
- 2016년 이상문학상 - 《천국의 문》

## 주요 저서

### 소설집
- 『바그다드 카페에는 커피가 없다』(1996)
- 『베티를 만나러 가다』(1999)
- 『누가 커트 코베인을 죽였는가』(2003)
- 『장국영이 죽었다고?』(2005)
- 『위험한 독서』(2008)
- 『신에게는 손자가 없다』(2011)
- 『소년은 늙지 않는다』(2014)
- 『내 여자친구의 아버지들』(2019)

### 장편 소설
- 『아크로폴리스』(1995)
- 『모리슨 호텔』(1997)
- 『황금 사과』(2002)
- 『천년의 왕국』(2007)
- 『동화처럼』(2010)
- 『야구란 무엇인가』(2013)

## 같이 보기
- 한국의 소설가 목록